# Erik Lundin (skådespelare)
Erik Lundin, född 9 mars 1979 i Hudiksvall, är en svensk skådespelare, manusförfattare och regissör.

## Biografi
Erik Lundin började spela teater i Norrköpings Teaterkompani år 1999 vid sidan av sina universitetsstudier vid Linköpings Universitet där han läste "Kultur, samhälle, mediagestaltning". Han har sedan spelat i olika fria teatergrupper, mestadels i Göteborg. Han vidareutbildade sig i filmregi vid Filmlinjen i Skurup, 2000 - 2002, och har skrivit och regisserat flera teaterpjäser och kortfilmer. Han har som skådespelare uppmärksammats för rollen som Henrik Mossberg i filmen Sista bussen, och gangstern Macke G:son i Johan Falk-filmerna.

## Filmografi
- 2005 – Sista bussen
- 2006 – Den som viskar (TV-serie)
- 2006 – Murder Island
- 2006 – Keillers park
- 2008 – Demonicum
- 2009 – Bröllopsfotografen
- 2009 – Johan Falk – Vapenbröder
- 2009 – Johan Falk – National Target
- 2009 – Johan Falk – Gruppen för särskilda insatser
- 2009 – Original
- 2010 – Fyra år till
- 2012 – Johan Falk: De 107 patrioterna
- 2012 – Johan Falk: Spelets regler
- 2015 – Blå ögon (TV-serie)
- 2015 – Min hemlighet (TV-serie)
- 2015 – Prästen i paradiset
- 2019 – Quick
- 2020 – Min pappa Marianne
- 2020 – Sacrifice
- 2021 – Agatha Christies Hjerson (TV-serie)
- 2022 – Tisdagsklubben
- 2022 – Maskineriet (TV-serie)
- 2023 – Taelgia (TV-serie)
- 2026 – Dante (röstroll)